# Laena bohrni
Laena bohrni – gatunek chrząszcza z rodziny czarnuchowatych i podrodziny omiękowatych.
Gatunek ten został opisany w 2008 roku przez Wolfganga Schawallera. Miejsce typowe leży między Lianghekou a Fubianem.
Chrząszcz o ciele długości od 7,5 do 8,5 mm. Przedplecze o brzegach bocznych i tylnym nieobrzeżonych, kątach tylnych zaokrąglonych; jego powierzchnia z trzema wgłębieniami i pokryta grubymi, częściowo zlanymi, w większości opatrzonymi krótkimi i leżącymi szczecinkami punktami oddalonymi od siebie 0,5–2 średnice. Na pokrywach brak rowków, tylko ułożone w rzędy punkty, wielkości tych na przedpleczu i opatrzone małymi, leżącymi szczecinkami. Punkty na międzyrzędach nieliczne, bardzo drobne i również wyposażone w małe szczecinki. Siódmy międzyrząd lekko wypukły. Odnóża obu płci z silnymi zębami na udach, przy czym te na udach przednich tępo zakończone. Samiec ma szerokie, tępo zwieńczone apicale edeagusa.
Owad endemiczny dla Chin, znany tylko z Syczuanu.